# Давидово (Ђевђелија)
Давидово (мкд. Давидово) је насеље у Северној Македонији, у југоисточном делу државе. Давидово је насеље у оквиру општине Ђевђелија.
У Давидову постоји Манастир Светог Илије.

## Географија
Давидово је смештено у југоисточном делу Северне Македоније. Од најближег града, Ђевђелије, село је удаљено 20 km северно.
Село Давидово се налази у историјској области Бојмија. Село је на десној обали Вардара, у источном подножју планине Кожуф, на приближно 85 метара надморске висине. Источно од насеља је равница, а западно се издижу брда.
Месна клима је измењена континентална са значајним утицајем Егејског мора (жарка лета).

## Становништво
Давидово је према последњем попису из 2002. године имало 85 становника.
Већинско становништво у насељу су етнички Македонци.
Претежна вероисповест месног становништва је православље.